# Landos
Landos är en kommun i departementet Haute-Loire i regionen Auvergne-Rhône-Alpes i centrala Frankrike. Kommunen ligger i kantonen Pradelles som tillhör arrondissementet Le Puy-en-Velay. År 2022 hade Landos 869 invånare.

## Befolkningsutveckling
Antalet invånare i kommunen Landos
| Referens: INSEE |